# 227218 Rényi
227218 Rényi è un asteroide della fascia principale. Scoperto nel 2005, presenta un'orbita caratterizzata da un semiasse maggiore pari a 2,3820310 UA e da un'eccentricità di 0,2008282, inclinata di 1,39311° rispetto all'eclittica.
L'asteroide è dedicato al matematico ungherese Alfréd Rényi.